# Mesoleptus homologus
Mesoleptus homologus är en stekelart som först beskrevs av Forster 1876.  Mesoleptus homologus ingår i släktet Mesoleptus och familjen brokparasitsteklar. Inga underarter finns listade i Catalogue of Life.